# Izapa
Izapa var en mycket stor förcolumbiansk arkeologisk plats i den mexikanska delstaten Chiapas; det är mest känt för sin bosättning under den sena formativa perioden. Platsen ligger vid floden Izapa, en biflod till Suchiatefloden, nära basen av vulkanen Tacaná, det sjätte högsta berget i Mexiko.

## Historia
Bosättningen vid Izapa sträckte sig över ett område över 2 kvadratkilometer, vilket gör den till den största platsen i Chiapas. Platsen nådde sin höjdpunkt mellan 850 f.Kr. och 100 f.Kr. Flera arkeologer har teorier om att Izapas bosättning kan ha börjat så tidigt som 1500 f.Kr., vilket betyder att den var lika gammal som Olmec-platserna San Lorenzo Tenochtitlán och La Venta. Izapa var fortsatt bosatt under den tidiga postklassiska perioden fram till cirka 1200 e.Kr.